# ХК Грац 99ерс
Грац 99ерс је аустријски хокејашки клуб из Граца. Утакмице као домаћин игра у дворани Ајсстадион Грац-Либенау, капацитета 4000 места. Клуб се тренутно такмичи у аустријској ЕБЕЛ лиги.

## Историја
Граз 99ерс један је од клубова насталих после финансијског краха аустријског клупског хокеја 1999. Нови клуб настао је на рушевинама некадашњег првака АТСЕ Граца и клуба ЕЦ Грац. Већ у првој сезони постојања Граз 99ерс је изборио пласман у аустријску Бундеслигу где се налази и данас.
Грачани никада нису имали прилику да се боре за титулу. Откако се лига проширила и на клубове изван Аустрије, клуб из Штајерске углавном борави у доњем делу табеле. У сезони 2008./09. освојили су седмо место, а у четвртфиналу плеј-офа пружили су снажан отпор фаворизованим Вијена капиталсима, где је Бечлијама требало свих седам утакмица да прођу даље. У сезони 2009./10. 99ерси су првим местом у регуларном делу сезоне били фаворити за освајање ЕБЕЛ-а, али их је у првом колу плеј-офа избацио хрватски представник Медвешчак.